# 307 Nike
Nike ( denumirea planetei minore : 307 Nike ) este un asteroid considerabil din centura de asteroizi. A fost descoperit de Auguste Charlois pe 5 martie 1891 în timp ce lucra la Observatorul de la Nisa. Charlois l-a numit după zeița greacă a victoriei, precum și numele grecesc pentru orașul în care a fost descoperit. Măsurarea curbei de lumină a acestui asteroid în 2000 indică o perioadă de rotație de 7,902 ± 0,005 ore.
Pe 2 decembrie 1972, Pioneer 10 a făcut una dintre cele mai apropiate treceri pe lângă un asteroid când a trecut pe lângă 307 Nike la o distanță de aproximativ 8,8 milioane de kilometri (0,059 UA ) în timpul călătoriei de pionierat a navei spațiale prin centura de asteroizi. Nu au fost colectate date.